# Nocturama
Nocturama — двенадцатый студийный альбом Nick Cave and the Bad Seeds, изданный в 2003 году.

## Об альбоме
Nocturama был принят весьма неоднозначно, по стилю он похож на Henry’s Dream одиннадцатилетней давности. На сегодняшний день это последний альбом с одним из самых первых участников коллектива — Бликсой Баргельдом. Зато на нём группа вновь стала работать с Ником Лоне, человеком, который продюсировал альбом Junkyard двадцать один год назад, когда группа ещё называлась The Birthday Party.

## Список композиций
| #   | Название                | Продолжительность | Автор(ы) |
| --- | ----------------------- | ----------------- | -------- |
| 1.  | Wonderful Life          | 6:49              | Ник Кейв |
| 2.  | He Wants You            | 3:30              | Ник Кейв |
| 3.  | Right Out of Your Hand  | 5:15              | Ник Кейв |
| 4.  | Bring It On             | 5:22              | Ник Кейв |
| 5.  | Dead Man in My Bed      | 4:40              | Ник Кейв |
| 6.  | Still in Love           | 4:44              | Ник Кейв |
| 7.  | There Is a Town         | 4:58              | Ник Кейв |
| 8.  | Rock of Gibraltar       | 3:00              | Ник Кейв |
| 9.  | She Passed by My Window | 3:20              | Ник Кейв |
| 10. | Babe, I’m on Fire       | 14:45             | Ник Кейв |

## Участники записи
- Ник Кейв — вокал, фортепиано, орган Хаммонда
- Бликса Баргельд — гитара, бэк-вокал, слайд-гитара
- Мартин Кейси — бас-гитара
- Мик Харви — гитара, бэк-вокал, орган, акустическая гитара, бас-гитара, бонго
- Конвей Савэдж — бэк-вокал
- Томас Уайдлер — барабаны, шейкер
- Джим Склавунос — барабаны, бэк-вокал, перкуссия, бубен
- Уоррен Эллис — виолончель

### Гости
- Крис Бейли — вокал на «Bring It On»
- Микки Галлахер — бэк-вокал на «He Wants You», «Bring It On», «There Is a Town» and «She Passed by My Window»
- Джонни Тёрнбулл — бэк-вокал на «He Wants You», «Bring It On», «There Is a Town» and «She Passed by My Window»
- Норман Уотт-Рой — бэк-вокал на «He Wants You», «Bring It On» и «There Is a Town»
- Час Джанкел — бэк-вокал на «He Wants You», «Bring It On» и «There Is a Town»